# TN-SPE
TN-SPE a fost o serie de vehicule blindate construite pentru a deservi forțele de ordine, fiind utilizat în principal în scopuri de control al revoltelor și demonstrațiilor publice. Dezvoltarea acestor vehicule a început în anul 1934 de compania cehoslovacă ČKD. A fost în serviciul poliției și pompierilor din România.

## Istorie
În 1931 fabricile Škoda au proiectat și produs prima mașină specială blindată în cooperare cu Departamentul de Pompieri, la ordinul Ministerului de Interne din Cehoslovacia. Această mașină blindată urma să fie folosită de poliția cehoslovacă pentru a combate demonstrațiile. Baza vehiculului au fost șasiul și motorul unui camion Škoda 304. Vehiculul avea instalate pe turelă: două pentru mitraliere ușoare vz. 26 și un tun cu apă care era alimentat dintr-un rezervor de 3500 de litri.
Dezvoltarea vehiculului a început în 1934, primele schițe ale TN-SPE fiind realizate de inginerul Dvorský în acel an. „TN” provine de la denumirea camionului Praga TN, pe al cărui șasiu a fost dezvoltat vehicului, iar „SPE” de la „Departamentul de proiectare mașini speciale”.
Deși documentația de fabricație a fost pregătită în 1934, data exactă la care au fost produse efectiv primele vehicule nu este cunoscută. Oldřich Pejs sugerează că fabricația ar fi început fie în 1935, fie în 1936.
Este neclar cine a comandat inițial aceste vehicule. Cea mai veche cerere datează din 24 iunie 1936, când poliția argentiniană era interesată să achiziționeze o cantitate nespecificată de „motobomba blindada Praga TNSPE”, oferind 370000 coroane cehoslovace per unitate.
În 20 noiembrie 1936, în cadrul unei ședințe directorale, inginerul Freund a prezentat un raport intitulat „Pancéřové kropičky pro Rumunsko” (în traducere: „Vehicule blindate de stropit pentru România”). În cadrul acestui raport, el a spus: „Departamentul de export este în negocieri și există perspectiva de a semna, până la 1 decembrie anul acesta, un contract pentru livrarea a 7 vehicule blindate de stropit către România. Problema transferului financiar a fost rezolvată, iar ČKD ar primi suma de 3.360.000 coroane foarte curând, achitarea urmând a fi realizată prin achiziționarea de coroane pe piața liberă din România. Prețul este avantajos pentru ČKD.”
Într-o altă ședință, la 22 ianuarie 1937, un director ČKD menționează interesul Ministerului de Interne din Iugoslavia pentru achiziționarea a 8 blindate, întaintând o cerere de oferta în acest sens, dar expune lipsa șasiurilor TN. Pentru a nu pierde această comandă, biroul de proiectare a pregătit un nou proiect, RN-SPE, sugerând ca pentru Iugoslavia să fie utilizate șasiurile camionului RN.
În aceeași perioadă, vehiculele au atras și interesul Greciei și Turciei, ceea ce a condus la dezvoltarea unei versiuni îmbunătățite, TN SPE-37, schițele fiind realizate de inginerul Šubín din Slaný.
Nu se cunoaște numărul exact de mașini produse, însă, conform contractului, ČKD trebuia să livreze șapte blindate către România. O fotografie din epocă prezenta 6 vehicule inscripționate cu „Chestura Poliției Municipiului București”, dintre care două erau model 1934, iar 4 erau model 1937.
Conform lui Oldřich Pejs, prima utilizare a blindatelor a avut loc în timpul demonstrațiilor studențești din București, din mai 1936, provocate de arestarea lui Corneliu Zelea Codreanu și a lui Mihai Stelescu. Vehiculele au mai fost utilizate împotriva demonstranților și în 1940, în timpul revoltelor generate de cedarea Transilvaniei, după Al doilea arbitraj de la Viena.
Vehiculele au rămas în serviciul forțelor de ordine românești până spre sfârșitul anilor 1940, iar ulterior au fost predate pompierilor, un exemplar aflându-se azi la Muzeul Pompierilor din București.

## Specificații tehnice

### TN-SPE model 1934 (TN-SPE 34)[1][11]
- Tipul vehiculului: Vehicul blindat destinat utilizării pe drumuri asfaltate (inadecvat pentru teren off-road).
- Motor: Motor pe benzină, cu 6 cilindri în linie, răcit cu apă, cu o capacitate cilindrică de 7.069 cm³.
- Putere maximă: 85 CP la 1.600 rotații pe minut.
- Cutie de viteze: Cu 4 trepte înainte și 1 treaptă marșarier.
- Viteză maximă: 40 km/h.
- Tracțiune: Doar pe roțile din spate.
- Șasiu: Praga TN
- Dimensiuni:
  - Lungime: 7.985 mm
  - Lățime: 2.200 mm
  - Înălțime: 2.650 mm (fără turelă)
  - Garda la sol: 250 mm
- Greutate: 12.000 kg (fără echipaj, care era format din 3 persoane).
- Material caroserie: Tablă blindată și tablă obișnuită.
  - Blindajul compartimentului motor și luptă: 4 mm grosime.
  - Blindajul turelei: 8 mm grosime.
- Rezervor apă: Capacitate de 5.000 litri.
- Rezervor combustibil: Capacitate de 160 litri (autonomie de cca 200 km).
- Armament principal: Tun de apă cu o capacitate de 2.000 litri/minut, sub o presiune de 30 atm.
- Soluție de colorant: Adăugată în apă pentru identificarea persoanelor afectate.
- Apărare echipaj: Mitralieră ZB 30, calibru 7,92 mm (cu 1.000 cartușe).
- Alte echipamente: 6 butelii de 100 mc cu gaze lacrimogene și 100 grenade de mână cu gaze lacrimogene.

### TN-SPE model 1937 (TN-SPE 37)[1][11]
- Tipul vehiculului: Vehicul blindat, cu caracteristici de conducere similare cu cele ale modelului TN SPE.
- Motor: Motor pe benzină, cu 6 cilindri în linie, răcit cu apă, cu o capacitete cilindrică de 7.793 cm³.
- Putere maximă: 104 CP la 2.000 rotații pe minut.
- Cutie de viteze: Cu 4 trepte, identică cu cea a modelului TN SPE.
- Viteză maximă: 50 km/h (datorită motorului mai puternic).
- Șasiu: Praga TN
- Autonomie: 250 km.
- Dimensiuni și greutate: Identice cu cele ale TN SPE (lungime 7.985 mm, lățime 2.200 mm, înălțime 2.650 mm, garda la sol 250 mm, greutate circa 12.000 kg).
- Material caroserie: Tablă blindată și tablă obișnuită.
  - Blindaj: Similar cu TN SPE, blindaj de 4 mm pentru compartimentul motor și luptă, blindaj de 8 mm pentru turelă.
  - Forma caroseriei și rezervorul: Rezervorul a fost extins și înclinat în spate pentru o mai bună vizibilitate din turelă, ceea ce a crescut capacitatea acestuia cu 200 de litri.
- Armament: Identic cu TN SPE – tun de apă cu o capacitate de 2.000 litri/minut sub o presiune de 30 atm, mitralieră ZB 30 (calibru 7,92 mm, cu 1.000 de cartușe), șase butelii cu gaze lacrimogene de 100 mc și 100 grenade de mână cu gaze lacrimogene.
- Îmbunătățiri suplimentare:
  - Hublouri cu sticlă Tryplex „antiglonț” pentru protecție suplimentară.
  - Ventilator montat în peretele lateral stâng pentru ventilarea spațiului de luptă.